# Meyerhofferite
La meyerhofferite è un minerale.